# Liberec
Liberec (németül: Reichenberg) város Csehország északi részén a történelmi Csehország régióban, a Libereci kerület Libereci járásában. Kerületi központ 103 997 lakossal (2008. januári adat) a kerület legnagyobb városa. A Nisa Eurorégió alapító tagja.

## Fekvése
Liberec Prágától 91 km-re északkeletre, a Libereci-völgyben fekszik, a Žitavsky fennsíkon, a Ještěd-Kozák-i gerinc és a Jizera hegyek között. A városháza 374 méteres tengerszint feletti magasságban épült, a város területének legmagasabb pontja a Ještěd (1012 m), ez alatt terül el a Machnín (361 m). A városon folyik át a Luzsicai Nisza (Lužická Nisa) és a mellékfolyói a Fekete Nisza (Černá Nisa) és a Harcovi-patak (Harcovský potok). Ezen épült fel a Harcovi vízerőmű. A város környékének természetes vízfelületei a halastavak, melyek közül jelentősebbek a Vesecký (ném. Teich), a Kačák és Krásna Studánkán a Seba halastó.
A város 1939-ig 6,2 km²-en terült el, amely ma a történelmi városmagot alkotja. Akkor 11 falut csatoltak hozzá, majd 1954-ben, 1963-ban, 1976-ban, 1980-ban és 1986-ban újabb 23-at. 1989-ben azonban négy község kivált a városból. Teljes területe ma így 106,1 km², aminek 37,5%-át mezőgazdasági földek alkotják, ezeknek csaknem fele rét és legelő. Az egyéb földek kétharmada erdő.

## Éghajlat

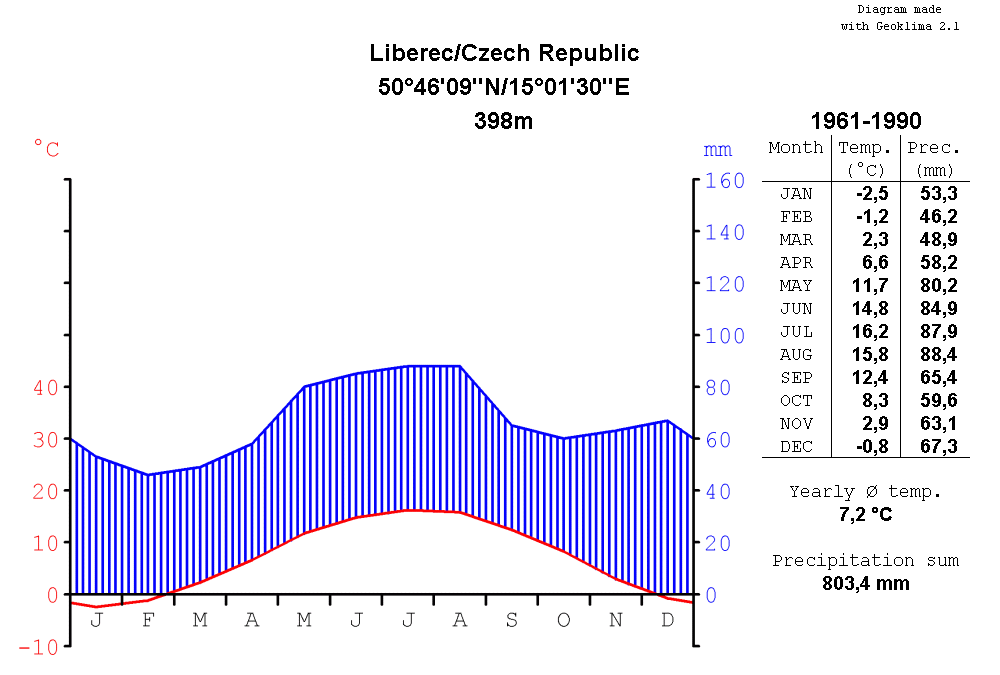
A hőmérséklet és a csapadék alakulása 1961 és 1990 között Liberecen

A város időjárási viszonyait meghatározza, hogy a mérsékelt égövben helyezkedik el, azonban az éghajlatot befolyásolja az is, hogy Liberecet két hegy veszi körül, aminek következtében akadályozott a légáramlás. Viszonylag sok itt a csapadék, mivel a hegyek megállítják az ide érkező nedves levegőt. Éves átlaga 803,4 mm, miközben a legcsapadékosabb hónap az augusztus 88,4 mm-rel, legszárazabb a február 46,2 mm-rel. A levegő átlagos évi középhőmérséklete 7,2 °C, a legmelegebb hónap a július 16,2 °C átlaggal, a leghidegebb a január -2,5 °C átlaggal.

## Nevének eredete
1945-ig német többségű város volt, így addig a Reichenberg nevet használták. Ennek változatai a különböző okiratokban a történelem folyamán:
- 1352 Reychinberch
- 1369 Reychmberg, Raichmberg
- 1385–99 Reichenberg
- 1410 Rychmberg
- 1790 Reichenberg, Liber
- 1834 Reichenberg (csehül Liberk)
- 1945 Reichenberg, Liberk, Liberec

A város legrégibb elnevezése a Reychinberch. E szerint nyilvánvalónak látszik, hogy a város neve gazdag hegyet jelent (németül reich = gazdag, Berg = hegy). Ezt az elméletet elsősorban a cseh történészek cáfolják, arra hivatkozva, hogy az akkori város semmiféle gazdagsággal nem rendelkezett. Ezért úgy gondolják, hogy a név valamiféle vágyát fejezhette ki a lakosságnak, illetve az is lehet, hogy az első telepesek Németországból hozták magukkal ezt a nevet. A város cseh neve a csehben gyakori r-r > l-r átalakulással jött létre. Ilyen átalakulás például a legrace (kb. tréfa, kikapcsolódás) a recreatio szóból, míg a lejstro (lista, mint irat) a rejstro, illetve registrumból alakult ki.
A város cseh neveinek időbeli változása: Rychberk (1545), Lychberk (1592), Libercum (1634), Liberk (1790) és végül Liberec (1845). Ehhez hasonlóan alakult át Rehberg község neve is Liberkké. A város neve esetében az -ec végződés a melléknévi liberkský (liberki) – liberecký (libereci) átalakulással jelent meg.

## Története

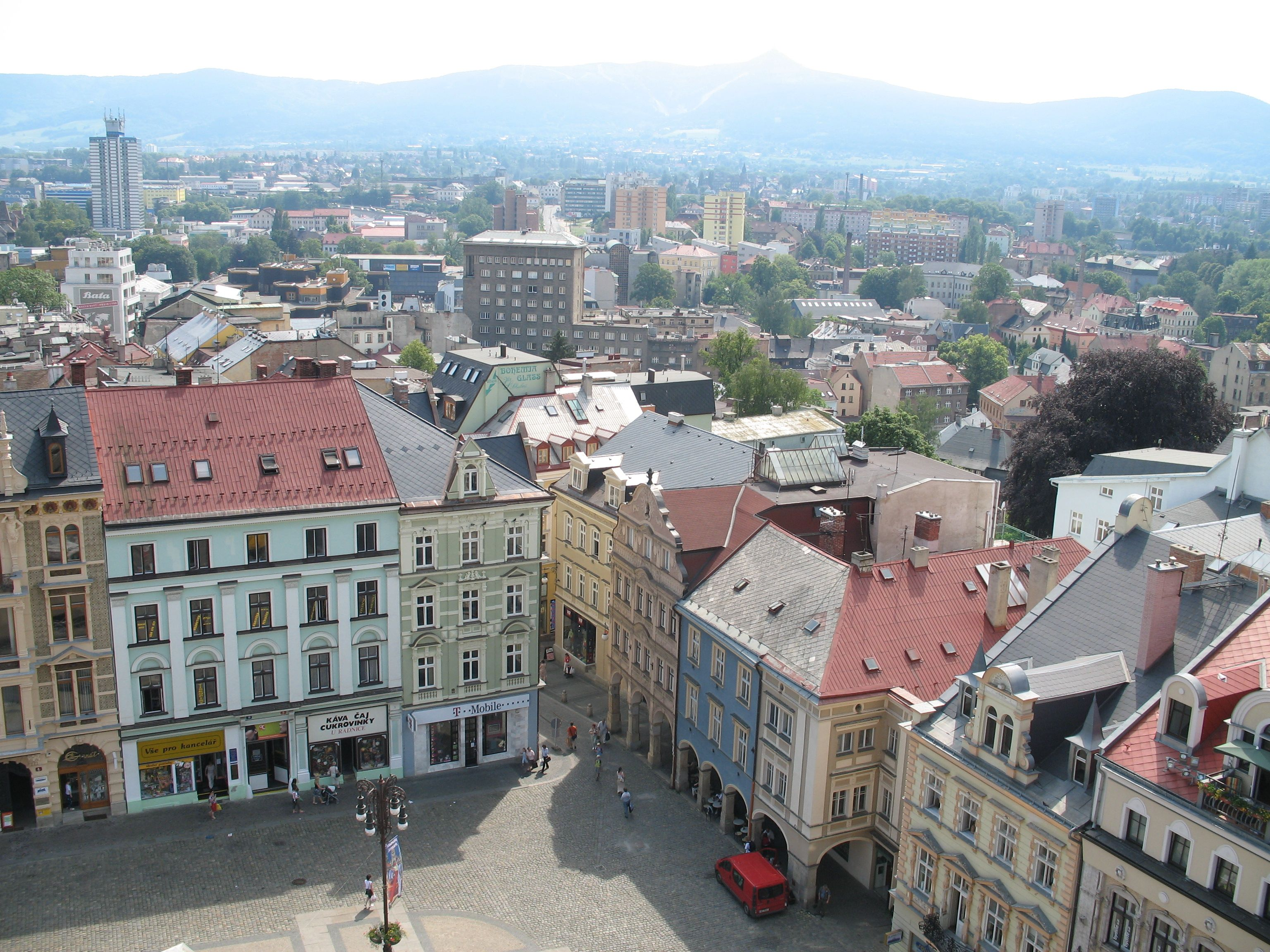
Látkép a városházáról

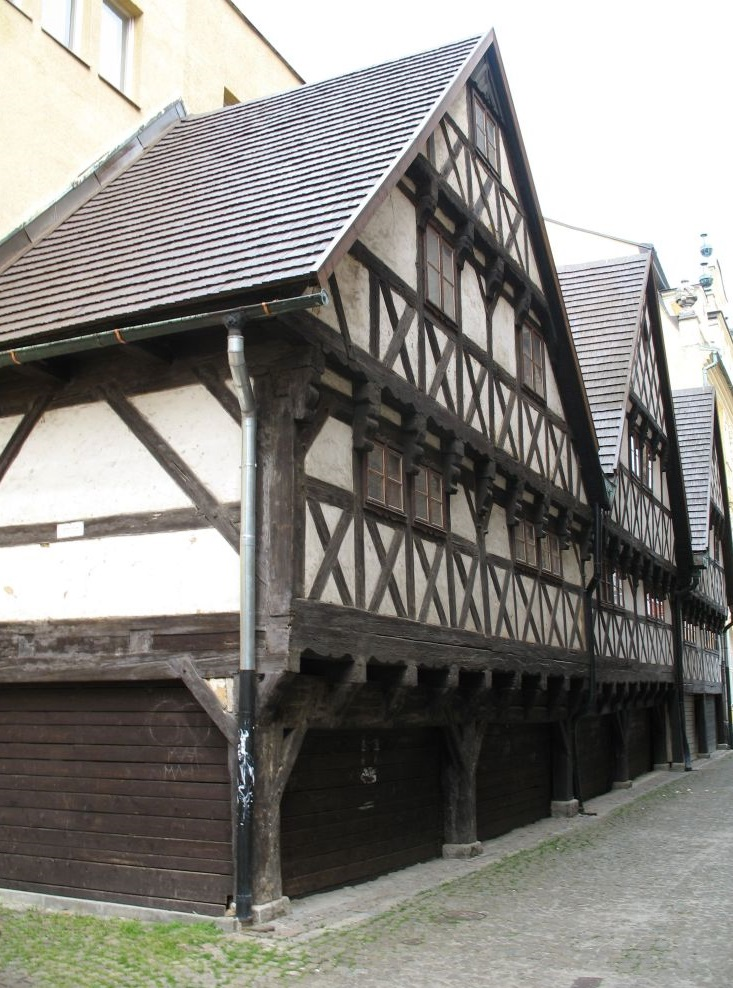
A Waldstein házak

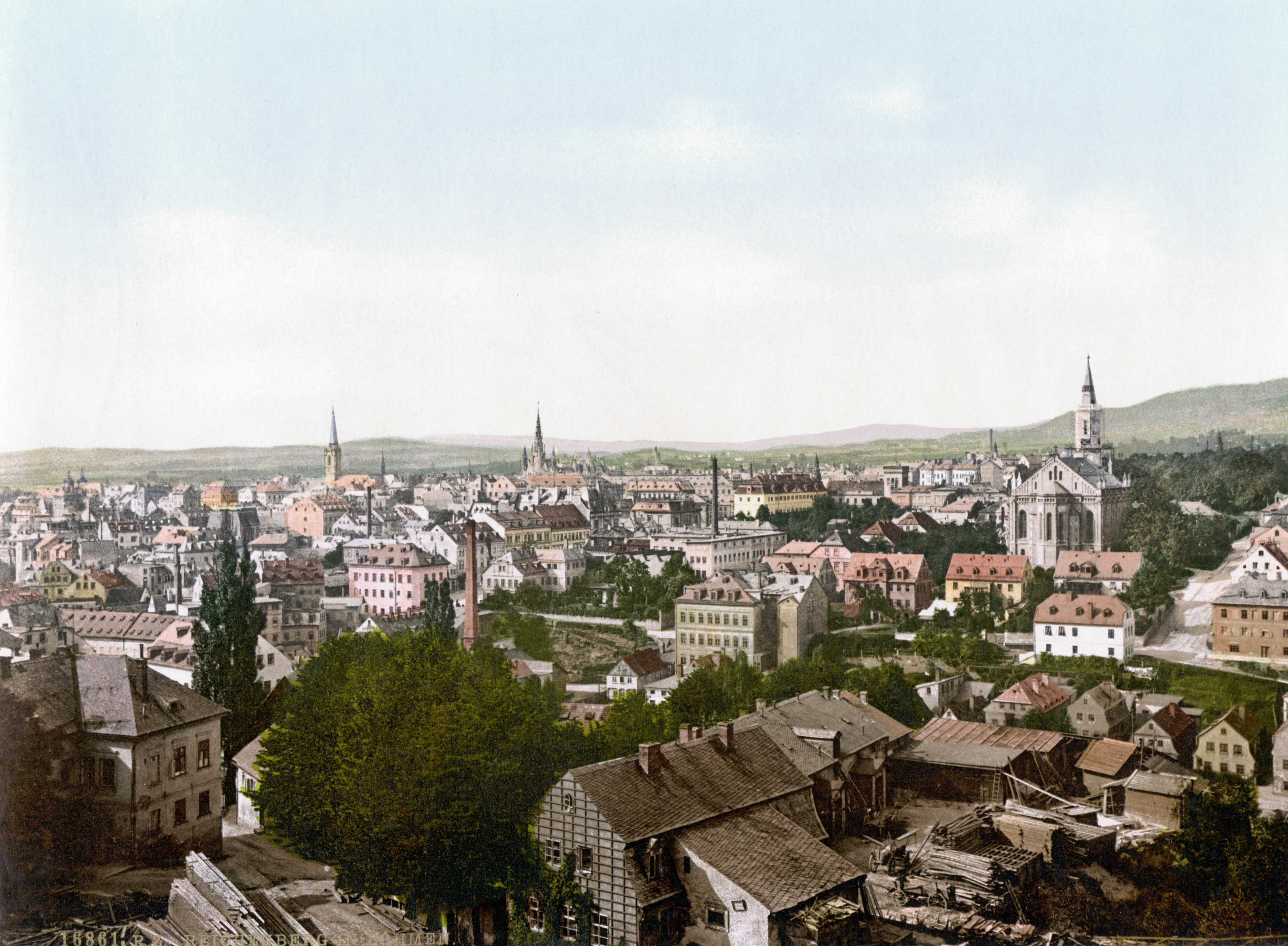
Reichenberg 1900 körül

A 13. század végén elkezdődött a Csehország és Luzsica közötti kereskedelmi úton, a Harcovi patak partjain épülni egy település, amelyben a kereskedőknek a Ještědi hegyháton történő igényes átkelés után lehetőségük volt megpihenni. A település első említése 1352-ből származik. Ebben az időben Liberec a szomszédos Hrádek nad Nisou (Grottau) és Frýdlant (Friedland) városokhoz képest jelentéktelen község volt.
A környék első jelentősebb urai a Bibersteinek voltak. A város fejlődésében több család is fontos szerepet játszott, köztük a Redernek, akik megépítették a libereci várat a várkápolnával, a városi ispotályt (kórház) és további épületeket. A Redernek idejében II. Rudolf császár 1577-ben Reichenberget városi rangra emelte. Ettől fogva a város címerében benne van a Redernek címere is, ami egy ezüst kerék. Redern Katalin volt a városháza építésének megfogalmazója, amelyet 1599 és 1603 között építettek. Ebben az időben keletkeztek az első kőépületek.
A fehérhegyi csata után a Redernek elhagyták Friedland és Reichenberg környékét. Uradalmukat Albrecht von Wallenstein szerezte meg. Ő a városban posztó gyárat alapított, amellyel hadserege igényeit elégítette ki. Megalapította az Újvárost (Nové Město) is a mai Sokolovské náměstí (Falkenaui tér) közelében, melyet favázas házakkal (Fachwerk) épített be. A három megmaradt Waldstein-ház a Větrná ulice-ben maradtak meg. Waldstein Albert halála után a város Gallas Mátyás kezébe került.
Liberec aranykorát a 18. században élte, amikor fejlődésnek indult a textilipar. Először az eredeti céhrendszer alakult át manufaktúrás termelésre. Ekkor 800 posztómester, 480 inas és több mint 1000 segéd dolgozott itt. Így Reichenberg lett a legnagyobb gyárváros a Cseh Királyságban. 1850-ben törvényhatósági jogú város lett és jelentőség szempontjából rögtön Prága után következett. Fontossága tovább nőtt, amikor a manufaktúrákból textilgyárat alakítottak ki. A 19. század elején sok eklektikus épületet emeltek a városban, ami összhangban volt a város jelentőségével, hiszen Reichenberg Csehország második legnagyobb városa volt ekkor. Ez a század volt az aranykora, sok új villa, iskola épült. 1859-ben létesült a vasút, amely Pardubicét és Zittaut kötötte össze a várossal. Ebben az időben alapították a Johann Liebieg & Comp. gyárat, mely a későbbi Textilana textilgyár alapját képezte. A városban 3 konzultus, 50 textilgyár és 60 fémipari vállalat működött, beleértve a RAF (Reichenberger Automobil-Fabrik) autógyárat is. A 19. század végén megépült az új libereci városháza és a városi színház. Liberecben a századfordulón csak 7%-os cseh kisebbség élt. A gazdagságnak az első világháború vetett véget. A mai Ostašov városrész területén fogolytábor létesült több mint 40 000 orosz és olasz hadifogoly számára. 1918-ban a szudétanémetek visszautasították a Csehszlovák Köztársasághoz való csatlakozást, megalapították Deutschböhmen országot, saját kormánnyal, melynek székhelye Liberec lett. Eredeti elképzelésük szerint Németországhoz vagy Ausztriához szerettek volna csatlakozni. A csehszlovák hadsereg azonban a neki ígért területet elfoglalta. 1935-ben a választásokat a Szudétanémet Párt (Sudetendeutsche Partei, SDP) nyerte meg, melynek vezetője a maffersdorfi születésű Konrad Henlein volt. A müncheni egyezménnyel a Szudéta-vidék a Harmadik Birodalom része lett. 1938-ban a teljes cseh lakosságot elűzték. Reichenberg lett a Szudéta megye és a helytartó székhelye. 1939-ben 11 elővárost Reichenberghez csatoltak és így kialakult a Nagy-Reichenberg. A világháború a várost nem érintette jelentékeny mértékben, azonban a város ipara alkalmazkodott a háborús szükségletekhez. A világháború után két év alatt mintegy hárommillió csehszlovákiai németet kitelepítettek. A Szudéta-vidék teljesen elnéptelenedett és még évek múltán is komoly gondot okozott, hogyan töltsék fel az üres városokat és falvakat. 1949-ben megszüntették Liberec törvényhatósági jogkörét és degradálták egyszerű kerületi központra. 1960-ban végül a Libereci kerületet is megszüntették, Liberec járási székhely lett csak és az Északcseh kerület része lett, melynek központja a szintén szudétavidéki város, Ústí nad Labem (Aussig an der Elbe) lett. 1968 augusztusában Liberecet elfoglalták a Varsói Szerződés megszálló csapatai. Ennek során kilenc ember meghalt, az Edvard Beneš tér egyik házának homlokzata megsemmisült. A megszállás idején itt tartózkodott Václav Havel is. A bársonyos forradalom után, 1990-ben Liberec ismét törvényhatósági jogú város lett. Jelenleg széles körű átalakuláson megy át. Az elhanyagolt városközpont felújítása az utóbbi időben történt meg. A textilipar összeomlása után új ipari létesítmények keletkeznek a városban.

## A város részei
Liberec 25 kataszteri területre oszlik 32 városrésszel, melyeket közvetlenül a városi tanács igazgat, és 1 közigazgatásilag önálló városi kerületre.

### Kataszteri területek
(Beleértve Vratislavice nad Nisou önálló városi kerületet)
1. Dolní Hanychov
2. Doubí u Liberce
3. Františkov u Liberce
4. Hluboká u Liberce
5. Horní Hanychov
6. Horní Růžodol
7. Horní Suchá u Liberce
8. Janův Důl u Liberce
9. Karlinky
10. Kateřinky u Liberce
11. Krásná Studánka
12. Kunratice u Liberce
13. Liberec
14. Machnín
15. Nové Pavlovice
16. Ostašov u Liberce
17. Pilínkov
18. Radčice u Krásné Studánky
19. Rochlice u Liberce
20. Rudolfov
21. Ruprechtice
22. Růžodol I
23. Staré Pavlovice
24. Starý Harcov
25. Vesec u Liberce
26. Vratislavice nad Nisou

### Városrészek
1. Staré Město (németül: Altstadt) (Liberec I)
2. Nové Město (németül: Neustadt) (Liberec II)
3. Jeřáb (Liberec III)
4. Perštýn (németül: Birgstein) (Liberec IV)
5. Kristiánov (Liberec V)
6. Rochlice (németül: Röchlitz) (Liberec VI)
7. Horní Růžodol (németül: Ober Rosenthal) (Liberec VII)
8. Dolní Hanychov (németül: Nieder Hanichen) (Liberec VIII)
9. Janův Důl (németül: Johannesthal) (Liberec IX)
10. Františkov (németül: Franzendorf) (Liberec X)
11. Růžodol I. (németül: Rosenthal) (Liberec XI)
12. Staré Pavlovice (németül: Alt Paulsdorf) (Liberec XII)
13. Nové Pavlovice (németül: Neu Paulsdorf) (Liberec XIII)
14. Ruprechtice (németül: Ruppersdorf) (Liberec XIV)
15. Starý Harcov (németül: Alt Harzdorf) (Liberec XV)
16. Nový Harcov (németül: Neu Harzdorf) (Liberec XVI)
17. Kateřinky (németül: Katharinberg) (Liberec XVII)
18. Karlinky (németül: Karolinsfeld) (Liberec XVIII)
19. Horní Hanychov (németül: Ober Hanichen) (Liberec XIX)
20. Ostašov (németül: Berzdorf) (Liberec XX)
21. Rudolfov (németül: Rudolfsthal) (Liberec XXI)
22. Horní Suchá (németül: Oberberzdorf) (Liberec XXII)
23. Doubí (németül: Eichicht) (Liberec XXIII)
24. Pilinkov (németül: Heinersdorf a. Jeschken) (Liberec XXIV)
25. Vesec (németül: Dörfel) (Liberec XXV)
26. Hluboká (németül: Lubokey) (Liberec XXVIII)
27. Kunratice (németül: Kunnersdorf) (Liberec XXIX)
28. Krásná Studánka (németül: Schönborn) (Liberec XXXI)
29. Radčice (németül: Ratschendorf) (Liberec XXXII)
30. Machnín (németül: Machendorf) (Liberec XXXIII)
31. Bedřichovka (németül: Friedrichshain) (Liberec XXXIV)
32. Karlov pod Ještědem (németül: Karlswald) (Liberec XXXV)

### Városi kerület
- Vratislavice nad Nisou (németül: Maffersdorf) (Liberec XXX)

## Gazdaság

### Textilipar
A város jellemző ipara a textilipar volt. Kezdetben ez a posztó- és vászonkészítésből állt főleg. Az első posztómester Hoffmann Orbán volt Závidovból és Krause Kristóf Friedlandból, akik 1579-ben érkeztek Liberecbe. A rederni uradalom birkagyapját dolgozták fel. 1579-1580-ban posztó feldolgozó és—festő üzemet, valamint -mosodát alapítottak. Ennek köszönhetően megjavult a posztó minősége, amellyel elkezdtek kereskedni a helyi vásárokon. A posztó népszerűségének növekedésével 1599. február 21-én hivatalosan is megalakult a libereci posztó céh. Alapításának idejében 10 mester dolgozott itt, azonban igen gyorsan nőtt. 20 év múltán újabb 23 mester csatlakozott a céhhez, akik fokozatosan a város leggazdagabb polgárai lettek.
Waldstein Albert katonai rangjának köszönhetően elősegítette a város posztóiparának jelentős fejlődését. A gróf nagy megrendelései a katonaság számára hozzájárultak az itteni ipar fejlesztéséhez, bár a gróf viszonylag keveset fizetett és szűk határidőket szabott. Így a posztómesterek számára előnyösebb ajánlatok érkeztek a tisztektől és a hivatalnokoktól. A növekvő termelés miatt a céh újabb 75 mestert vett fel és így 103-ra növekedett a céhmesterek száma. 1632-ben új mosoda épült, majd 1633-ban új festőüzem.
A 30 éves háború alatt erőteljesen csökkent a megrendelések száma, főként az ellenreformáció hatásaként jelentkező emigráció miatt. Ennek ellenére a város a 18. században Csehország legnagyobb posztókészítője maradt. 1728-ban a posztócéhnek 419 alkalmazottja volt, ami által jelentősebb volt, mint a vászonipar. A posztócéh tagjai az elővárosokban dolgoztak, a belvárosban 60 mester élt – közel 10 százaléka a környék lenfonóinak. Míg Linzben az 1672-ben lágyposztó manufaktúra alakult, a libereci céhek az újdonságoknak igyekeztek ellenállni, sőt 1710-ben a Klatov melletti Plánicén alakult manufaktúra megsemmisítését is kérvényezték. Az idő azonban bebizonyította, hogy a céhek sem a manufaktúrák posztóminőségével, sem a termelt mennyiséggel nem veszik fel a versenyt. A kormányzat próbálta kezében tartani a posztógyártást a gyártási engedélyek megvonásával. A céhmesterek közül kerültek ki az első posztókereskedők. Egyik első kereskedő Gottfries Möller volt 1780-ban. Ő és munkatársai építették meg az első manufaktúrát is. A 18. és 19. század fordulóján Johann Georg Berger is elkezdte a termelést és rövid időn belül Csehország legnagyobb textilgyárosa lett. Berger volt az első, aki 1808-ban a gépi szövéssel is elkezdett kísérletezni Stráž nad Nisou településen.
A 19. század elején Liberec környékén már négy manufaktúra működött és 8 posztónagykereskedő. A gyártást gépesítették. Az első szövőgépeket Anton Thum cége szállította, Kateřinkyből. A leggyakrabban vízienergiával hajtották őket. Így a város közelében 100 vízimalom-kereket építettek.
Möller, Berger és Franz Ulbrich, bár elsőként építettek manufaktúrákat itt, később nem tudták gyárakká alakítani őket, így idővel tönkrementek. Az igazán nagy sikereket csak Johann Liebieg érte el, aki Liberecben több textilgyárat is működtetett. Cége a Johann Liebieg & Comp. 8000 embert foglalkoztatott és teljes éves forgalma 2 490 000 arany volt. A céhek fokozatosan megszűntek. A fonalgyártás tetőpontját 1867-1872 között érte el, de hamarosan válságba került a textilipar. Előbb az angol piac megnyitásával, majd a bécsi tőzsde 1873. május 5-i összeomlásával. A válság 1879-ben ért véget. Ez alatt az idő alatt a kis cégek nagy része megszűnt, a nagyobb cégek pedig megerősödtek.
Csehszlovákia megalakulása után a német cégek ismét meggyengültek, mivel természetes németországi és ausztriai piacaiktól határ választotta el őket. A nyersanyagok problémás beszerzése is okozta, hogy a libereci textilipar lassan elmaradt a világ mögött. A nagy gazdasági világválság megsemmisítő erejű volt a libereci cégekre. 26 cég, 2021 alkalmazottal megszűnt. 1935-ben némi javulás volt megfigyelhető, azonban a háború előrehaladtával ez megszűnt.
1945-ben az összes német vállalatot elkobozták, majd egy év múlva államosították. Ez Liberecben a város német kötődése miatt minden céget érintett: Johann Liebig, Herminghaus és társa, Hoffman és Hettwer, C. Neumann és fiai, Egyesült Textilfestő a Textilana Rt. Hogy a szakmaiságot biztosítsák, némelyik céget más csehországi vállalathoz csatolták. 1946. március 7-én Liberec lett a Cseh Gyapjú Gyár központja. Az államosítások után a vállalatnál 9000 személy dolgozott. 1948. szeptember 18-án a Textilana nevet vette fel.
Ma ismét hanyatlóban van a város textilipara, az ágazatban az alábbi cégek tevékenykednek:
- Interlana
- Elmarco – nanoszálak gyártása

A Textilana alkalmazottai fokozatosan más cégekhez mentek át, illetve elbocsátották őket. 2003 és 2004-ben a Textilana épületét lebontották, 2005. március 5-én a megmaradt utolsó kéményt is felrobbantották.

### Gépipar
Elsősorban az autógyártás dominál, elsősorban a műanyag alkatrészek préselése, fontos emellett a textilgépészet.
Textilgépészet
- Elitex

Autógyártás
- Reichenberger Automobil-Fabrik, egykori autógyára, amely 1907-1916 között működött
- Cadence Innovation
- DENSO

### Élelmiszeripar
- Lipo, egykori édességgyár, mára megszűnőben van.

### Építőipar
- Syner

## Közlekedés

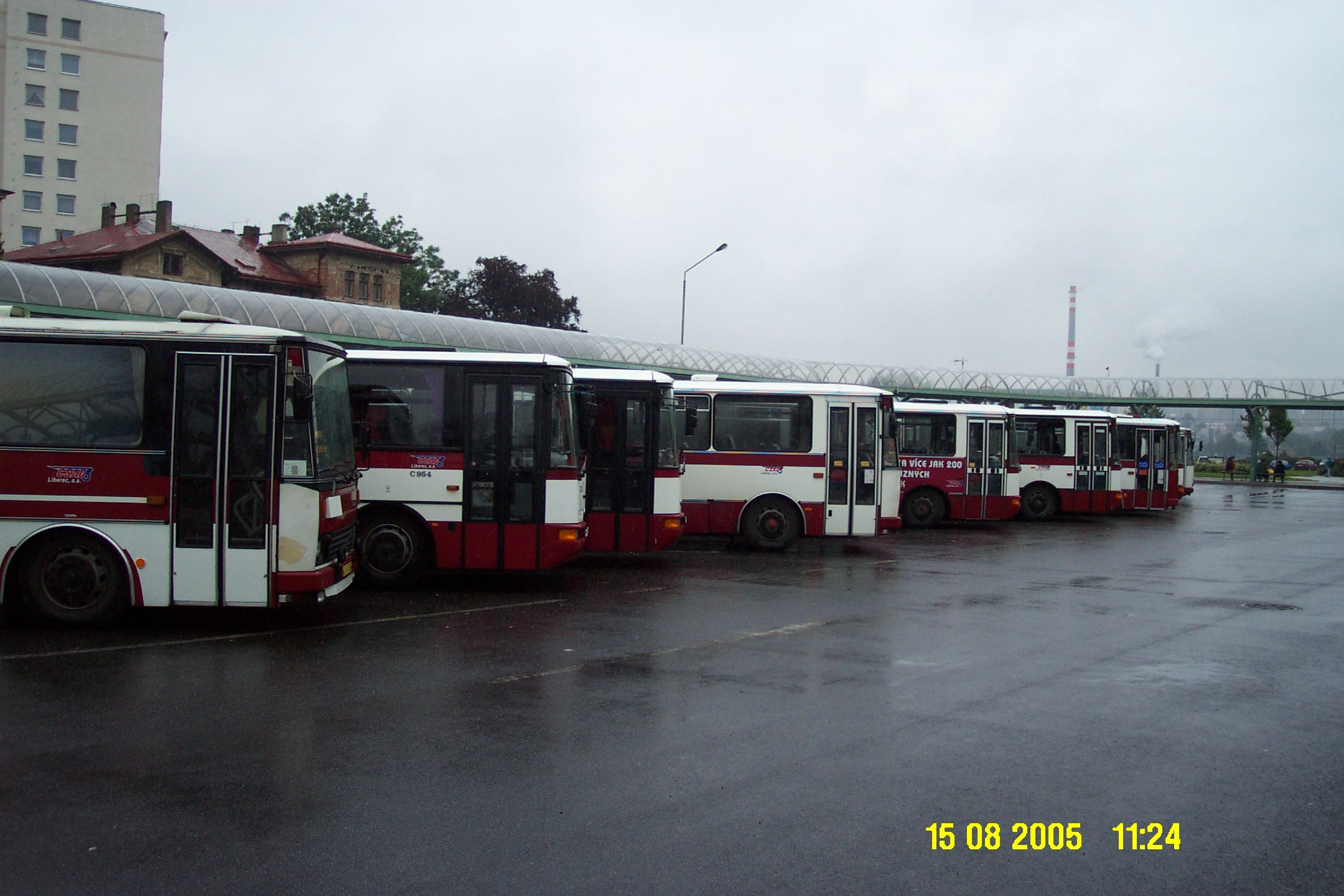
A libereci közlekedési vállalat autóbuszai 2005-ben

Az első Liberecbe vezető vasútvonal 1859-ben épült, amikor megnyílt a Pardubice–Zittau vasútvonal. Ma a városból öt egyvágányú, nem villamosított vonal indul ki, kapcsolódva az országos vasúthálózathoz, kivéve a tanvaldi vonalat, amely helyi jellegű.
A Cseh Vasút működtet itt egy kabinos felvonót a Ještěd hegyre. Ennek teljes hossza 1188 m, 402 m szintkülönbséggel. Alsó végállomása Liberec Horní Hanychov városrészében van. További három felvonó működik a városban, amelyeket magáncégek üzemeltetnek. A Skalka-hegyre vezető felvonó a nyári időszakban is üzemel, a többiek csak a síelőket szolgálják.
Közúton a városba az R35-ös (E442) gyorsforgalmi úton lehet eljutni, mely Turnovban csatlakozni az R10-es prágai úthoz. További utak vezetnek Jablonec nad Nisouba, majd onnan Harrachovba és Lengyelországba, Frýdlantba, Zittauba, Děčínbe és Nový Borba
Liberec repülőtérrel is rendelkezik, melyet a légi mentőszolgálat használ.

### Városi közösségi közlekedés
A városi közösségi közlekedést autóbusz és villamosvonalak alkotják, amit a város tömegközlekedési vállalata üzemeltet. Központja a Fügner utcában van.
Liberecben az első villamosvonal 1897-ben épült, a vasútállomástól a mai állatkertig vezet. Ezen kívül van két másik villamosvonal is a városban Horní Hanychov és Lidové sady között, mely eredetileg 1000 mm-es nyomtávú volt, azonban 2005-ben átépítették a szabványos 1435 mm-esre, illetve a Liberec és Jablonec nad Nisou között működő villamosvonal. Egykor létezett egy vonal Rochlicébe és Růžodolba, amelyet azonban 1960-ban felszámoltak.
A városközi villamosvonal standard nyomtávra történő átépítése csak Liberectől Vratislavice nad Nisouig várható, ezután a vasútvonallal párhuzamosan lesz vezetve. Tervezik egy könnyű vasút megépítését is, mely a Nisa Eurorégiójának más városait is összekötné, köztük Zittaut, Jelenia Górát, Tanvaldot, Harrachovot és Železný Brodot.

## Kultúra
Színház
- Šalda Ferenc Xavér Színház
- Kisszínház
- Naiv Színház
- Keskeny Színház
- Függöny Nélküli Színház
- Mateřinka Színházi Fesztivál

Mozi
- Varšava (Varsó)
- Lípa (Hárs)
- CineStar

Művelődés

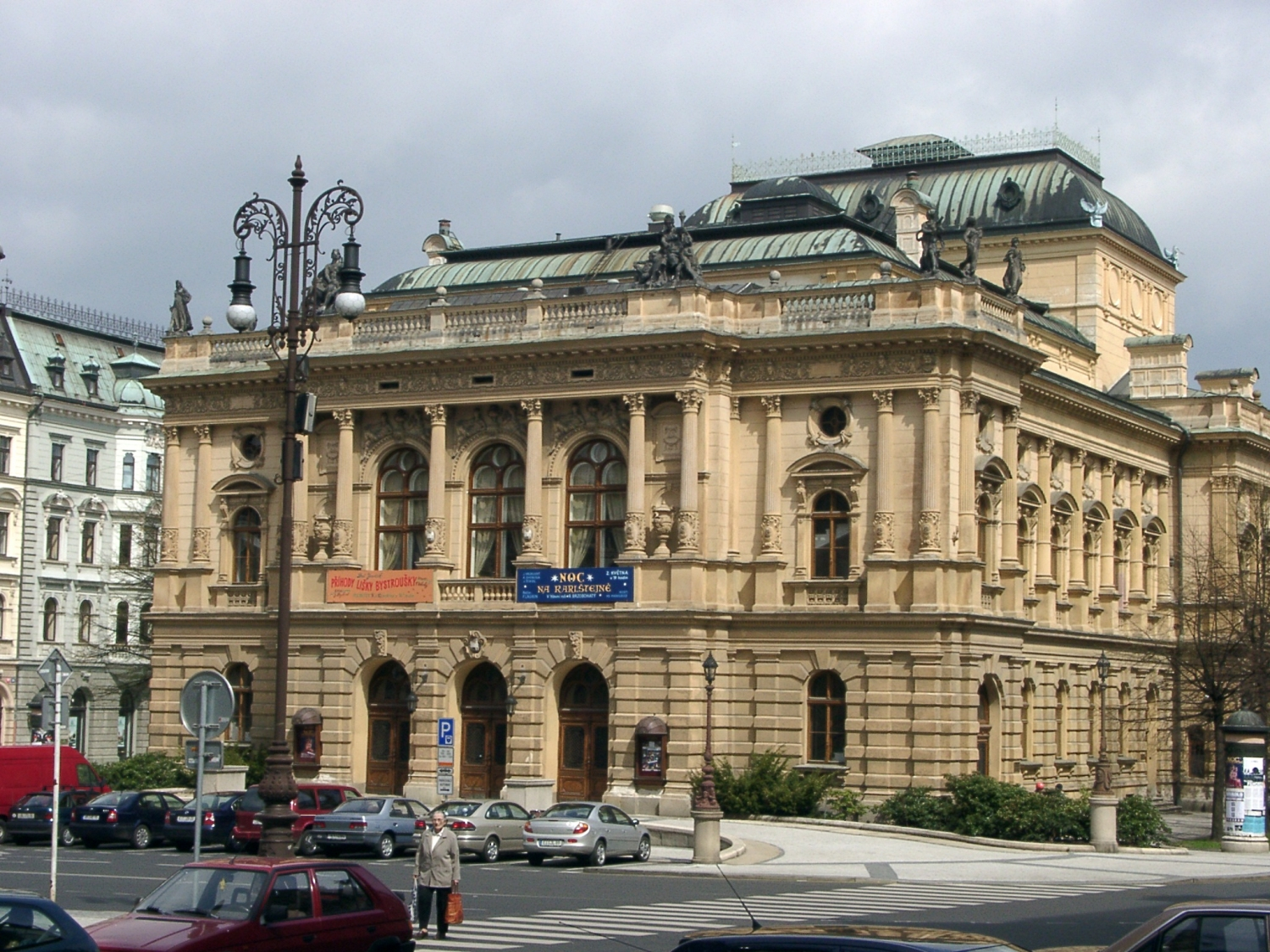
A libereci Šalda Színház

- Libereci Kerületi Könyvtár – az egykori zsinagóga épületében kapott helyet, 2000-ben nyílt meg.
- libereci állatkert
- Botanikus kert
- Észak-Cseh Múzeum
- Libereci Körzeti Képtár

Más
- Libereci Kultúrház
- Babylon Centrum Liberec – kaszinó, aquapark, hotel
- Lidové sady – 1900–1901 között épített szórakozóhely a villamosvonal végén
- Nisa Liberec Kereskedelmi Központ – Csehország északi részének legnagyobb kereskedelmi és kulturális központja.

## Látnivalók

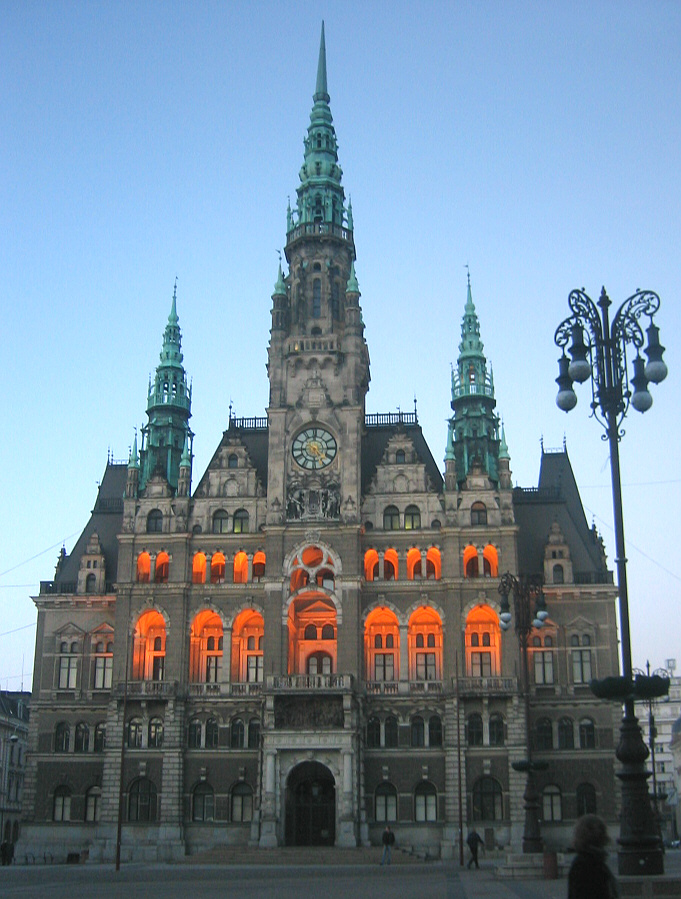
A Libereci városháza az Edvard Beneš téren

- Libereci városháza (Liberecká radnice) – neoreneszánsz stílusú épület 1893-ból, a város egyik jelképe
- Libereci kastély (Liberecký zámek)
- Ještěd-torony – hotel és tévétorony a Ještěd hegyen, javasolt világörökségi helyszín
- Ještěd bevásárlóközpont – jelenleg Tesco bevásárlóközpont, de mivel a mai igényeknek már nem felel meg, lebontják és korszerűbbet építenek helyette
- Városi fürdő (Městské lázně) – neoreneszánsz épület, 1901–1902-ből
- Waldstein házak – a legrégibb megmaradt épületek a város területén, 1678 és 1681 között épültek
- Hammerstein várromja (Hamrštejn) – várrom a Kastélydombon (Zámecký kopec, 375 m tengerszint feletti magasságban)
- Libereci magaslat (Liberecká výšina) – étterem és kilátó, amely 1900–1901-ben épült
- Scholtz-ház (Šolcův dům) – a Luzsicai Neisze (Lužická Nisa) partján található házacska, mely 1771-ben épült, ma itt székel a Jizeri-hegyek (CHKO Jizerské hory) természetvédelmi területének gondnoksága
- Liebieg villa (Liebiegův zámeček) – A család egykori székhelye 1897-ből, a Harcovi patak völgyében

### Templomok
- Nagy Szent Antal-templom (Kostel svatého Antonína Velikého) – eredetileg egyhajós templom, melyet 1579-ben építettek át háromhajóssá
- Szent Kereszt-templom (Kostel svatého Kříže) – 1695-98 között épült, majd 1753-56 között átépítették
- Az Úr Isteni Szíve-templom (Kostel Božího Srdce Páně) és kolostor valamint iskola
- Páduai Szent Antal templom (Kostel svatého Antonína Paduánského)
- Istenanya képtemplom (Kostel Matky Boží U Obrázku)
- Keresztelő Szent János-templom (Kostel sv. Jana Křtitele)
- Szent Bonifác-templom (Kostel sv. Bonifáce) – Dolní Hanychovban

## Iskolaügy
- Óvodák (36)
- Általános iskolák (1 alacsonyabb fokozatú, 24 magasabb fokozatú)
- Középfokú szakmunkásképzők (6)
- Gimnáziumok (4): Eurorégió Gimnázium és Középfokú Pedagógiai Szakiskola, Gimnázium és Középfokú Pedagógiai Szakiskola Liberecben, Šalda Ferenc Xavér Gimnázium, Ještěd-aljai Gimnázium (Podještědské gymnázium)
- Középfokú szakiskola (beleértve az egészségügyit is) (15)
  - Középfokú Ipari Iskola (3): Építészeti Ipari Iskola Liberec, Gépészeti és Elektrotechnikai Magasabb Szakiskola és Középfokú Ipari Iskola, Középfokú Textilipari Szakiskola
- Magasabb szakiskolák (4)
- Főiskolák (1+1): Libereci Műszaki Egyetem (a Brünni Engliš Karel Főiskola kihelyezett tagozata),

### Tudomány és kutatás
- Textilgépészeti kutatóintézet (Výzkumný ústav textilních strojů)

## Sport
A város és környéke mind amatőr, mind professzionális szinten sok sportolási lehetőséget kínál. A környező hegyek kedvező lehetőséget biztosítanak a turisztika művelőinek, illetve a bicikli-sportoknak valamint a sífutóknak is.
A libereci sportolók képviselve vannak a legmagasabb országos és nemzetközi szinten is. A legeredményesebb sportok a kosárlabda, labdarúgás, jéghoki, röplabda, floorball, tájfutás, karate és síelés.

### Sportközpontok
- Tipsport arena – multifunkciós sportcsarnok, mely a libereci Fehér Tigrisek (Bílí tygři) hokicsapaté
- Neisse Stadion – A libereci Slovanu futballcsapaté
- Ještěd Sportközpont – síelés, síugrás és sífutás
- Vesec sífutó pálya
- Uszoda

### Sportklubok
- Patriots Liberec – baseball klub
- FC Slovan Liberec – labdarúgócsapat
- Fehér Tigrisek (Bílí tygři) Liberec – hokicsapat
- AC Slovan Liberec – atlétikai klub
- Dukla Liberec – katonai síközpont
- VK Dukla Liberec – röplabda csapat
- BK Kondoři Liberec – kosárlabda klub
- TJ Lokomotiva Liberec
- TJ Sokol Františkov – tornász klub
- FBC Liberec – floorball klub

## Népesség
A település népessége az elmúlt években az alábbi módon változott:
| Lakosok száma | 22 394 | 68 365 | 84 845 | 56 898 | 97 474 | 99 102 | 103 979 | 104 802 | 107 389 | 108 090 |
|               | 1869   | 1890   | 1921   | 1950   | 1980   | 2001   | 2018    | 2020    | 2023    | 2025    |

## Nevezetes személyek

### A város szülöttei
- Christoph Demantius (1567–1643), német zeneszerző, zeneelméleti szakember és költő
- Kamillo Horn (1860–1941), német zeneszerző
- Heinrich Herkner (1863–1932), közgazdász
- František Xaver Šalda (1867–1937), irodalomkritikus, író és újságíró
- Ferdinand Porsche (1875–1951), osztrák autótervező
- Vlasta Burian (1891–1962), színész, a Komikuskirály néven vált ismertté
- Jaroslav Řídký (1897–1956), zeneszerző és tanár
- Konrad Henlein (1898–1945), szudétanémet politikus
- Ludmila Macešková (1898–1974), költőnő, aki Jan Kameník álnéven írt
- Herbert Feigl (1902–1988), osztrák-amerikai filozófus
- Karel Vacek (1902–1982), zeneszerző
- Harald Kreutzberg (1902–1968), táncos és balett-táncos
- Guido Beck (1903–1989), fizikus
- Augustin Schramm (1907–1948), kommunista politikus
- Otfried Preußler (1923–), író
- Gustav Ginzel (1931–), utazó és hegymászó
- Oldřich Kaiser (1955–), színész
- Miroslava Pleštilová (1966–), színésznő
- Petr Nedvěd (1971–), jégkorongozó
- Martin Damm (1972–), teniszező
- Tomáš Enge (1976–), autóversenyző
- Pavel Liška (1971–), színész
- Jaroslav Nedvěd (1969–), jégkorongozó

### Itt laktak
- Johann Liebieg (1802–1869), vállalkozó, a Liebieg család alapítója, báró
- Max Kühn (1877–1944), építész és tanár
- Radnóti Miklós (1909–1944) – az itteni textilipari főiskolán tanult 1927-28-ban.
- František Peterka (1922–2016), színész, hosszú ideig a Šalda Ferenc Xavér Színházban játszott
- Přemysl Sobotka (* 1944), orvos, politikus, a cseh Szenátus elnöke

## A város jelképei
Liberec város címerét egy ezüst pajzs alkotja, amelyben egy rubin színű várfal látható, két toronnyal. A várkapu nyitott, ezüst pántokkal van ellátva. Felső részét arany színű csapókapu zárja le. A tornyokon nyitott kapu van, amely felett lőrés, a felett kereszt osztású ablak látható. A kapuk tetőzete szintén rubin színű, melyek arany színű gömbben végződnek, kék színű lengő zászlóval. A főkapu felett kék színű pajzsban ezüst kerék van, a Redern család címere. A két torony közti sáncon egy piros nyelvű arany oroszlán áll, koronával a fején.
A város zászlóját két vízszintes sáv alkotja, felül piros, alul fehér. Szélesség-magasság aránya 2:3, közepén spanyol pajzsban van a város címere.
A város logóját a két legjelentősebb épületének, a városházának és a Ještěd Szállónak, a sziluettje alkotja, ahol a városháza bal fele és a szálló jobb fele össze van kapcsolva. A logón a Liberec felirat látható.

## Testvértelepülések
Liberec város testvértelepülései (zárójelben az együttműködés aláírása):
- Amersfoort, Hollandia (1996. szeptember 10.)
- Augsburg, Németország (2001. május 1.)
- Zittau, Németország (2004. május 1.)
- Sankt Gallen, Svájc, szerződés nélkül
- Naharija, Izrael (1994. június 3.)
- Amiens, Franciaország

## Fordítás
- Ez a szócikk részben vagy egészben  a   Liberec című cseh Wikipédia-szócikk ezen változatának fordításán alapul.  Az eredeti cikk szerkesztőit annak laptörténete sorolja fel. Ez a jelzés csupán a megfogalmazás eredetét és a szerzői jogokat jelzi, nem szolgál a cikkben szereplő információk forrásmegjelöléseként.